# 维格朗雕塑公园

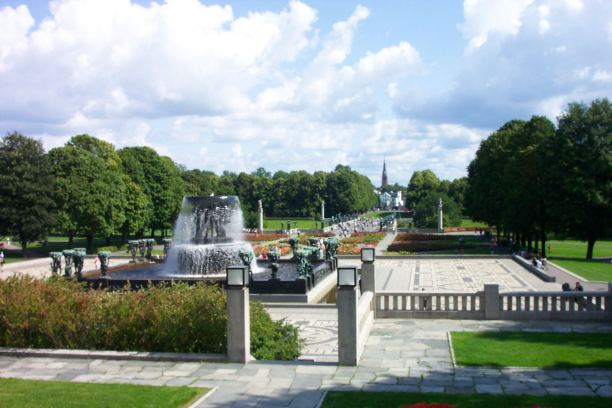
维格朗雕塑公园

维格朗雕塑公园（挪威語：Vigelandsanlegget）位于挪威的奥斯陆，是一个以雕像为主题的公园。公园内的212座雕像是挪威雕像家古斯塔夫·维格朗的作品。